# Grad Baštabija
Grad Baštabija, (arabsko باشطابيا), znan tudi kot grad Bash Tapia ali grad Paštabia, je porušen grad iz 12. stoletja, ki stoji na zahodnem bregu reke Tigris in je del mestnega obzidja Mosula v Iraku. Aprila 2015 ga je delno uničila skupina Islamska država (ISIS).
Ime Bashtabiya sega v turški jezik in je sestavljeno iz dveh besed (baš - glavni) (tabiya - stolp), kar pomeni - glavni stolp ali grad. To ime je dobil, ker stoji na najvišji točki starega Mosula, na nadmorski višini 23 m na kopni strani in 45 m s strani reke Tigris.

## Zgodovina
Grad Baštabija je bil zgrajen v 12. stoletju (leto 126-128 po hidžri) kot eden od sedmih gradov znotraj mestnega obzidja Mosula. Grad je bil porušen v kampanji Hulegu kana leta 660 po hidžri, leta 1393 (726 po hidžri) ga je poškodoval Timurlenk, kasneje leta 1625 pa ga je obnovilo Osmansko cesarstvo v času guvernerja Bakr Paše Ismaila al-Mavsilija skupaj z Mosulskim obzidjem.
Grad Baštabija je igral pomembno vlogo pri obleganju Mosula med osmansko-perzijsko vojno 1743–1746. Obleganje se je začelo 14. septembra 1743, ko je v mesto prispel perzijski šah Nader Šah. Mosulski paša Hadži Hosein Al Džalili je uspešno branil mesto in 23. oktobra istega leta je bilo obleganje prekinjeno.
Ruševine gradu so bile arheološko najdišče in so bile pomembne tudi kot eden redkih ohranjenih delov obzidja Mosula. Grad je bil mejnik in simbol identitete Mosula in je bil priljubljen med turisti iz drugih delov Iraka in sosednjih držav. Grad je bil zanemarjen, zlasti po okupaciji Iraka leta 2003, ko je padel grajski stolp in je kasneje postal mesto tajne službe iraške zvezne policije, ne da bi upoštevali arheološko vrednost najdišča.

## Uničenje
Mesto Mosul je Islamska država zavzela 10. junija 2014, grad Baštabija pa je bil v kasnejših bojih poškodovan. V bližino gradu je 10. julija padel izstrelek in poškodoval obzidje, 23. julija pa je dron nanj izstrelil dve granati.
Po poročilih iraškega ministrstva za turizem je grad aprila 2015 razstrelila ISIS, zaradi česar je eden od mnogih spomenikov dediščine, ki jih je ta skupina uničila. Fotografije, ki jih je ISIS objavil leta 2016, kažejo, da deli gradu ostajajo nedotaknjeni. Ostanke gradu je iraška vojska ponovno zavzela junija 2017.